# Deuce McAllister
Dulymus Jenod (Deuce) McAllister (* 27. Dezember 1978 in Lena, Mississippi) ist ein ehemaliger American-Football-Spieler, der auf der Position des Runningback bei den New Orleans Saints in der NFL spielte. Seinen Spitznamen Deuce erhielt er von seinem Vater.

## NFL-Karriere
McAllister wurde im NFL Draft 2001 an insgesamt 23. Stelle von den New Orleans Saints gepickt. In seiner Rookie-Saison kam er nur selten zum Einsatz, da er sich die Einsatzzeit mit Ricky Williams teilte. In den folgenden drei Jahren erlief er dann jeweils über 1.000 Yards, etwas, das keinem Saints-Runningback vorher gelungen war. Inzwischen ist McAllister der beste Runningback in der Franchise-Geschichte bei den erlaufenen Yards (6.096 in 8 Jahren).
McAllister hatte zwei schwere Knieverletzungen in seiner Karriere, die sowohl die Saison 2005 als auch die Saison 2007 für ihn frühzeitig beendeten. Da die Saints im Draft 2006 Reggie Bush pickten, musste er sich mit diesem die Last des Laufspieles teilen. Er wurde am 17. Februar 2009 von den New Orleans Saints entlassen und gab am 19. Januar 2010 sein Karriereende bekannt.